# Nogat

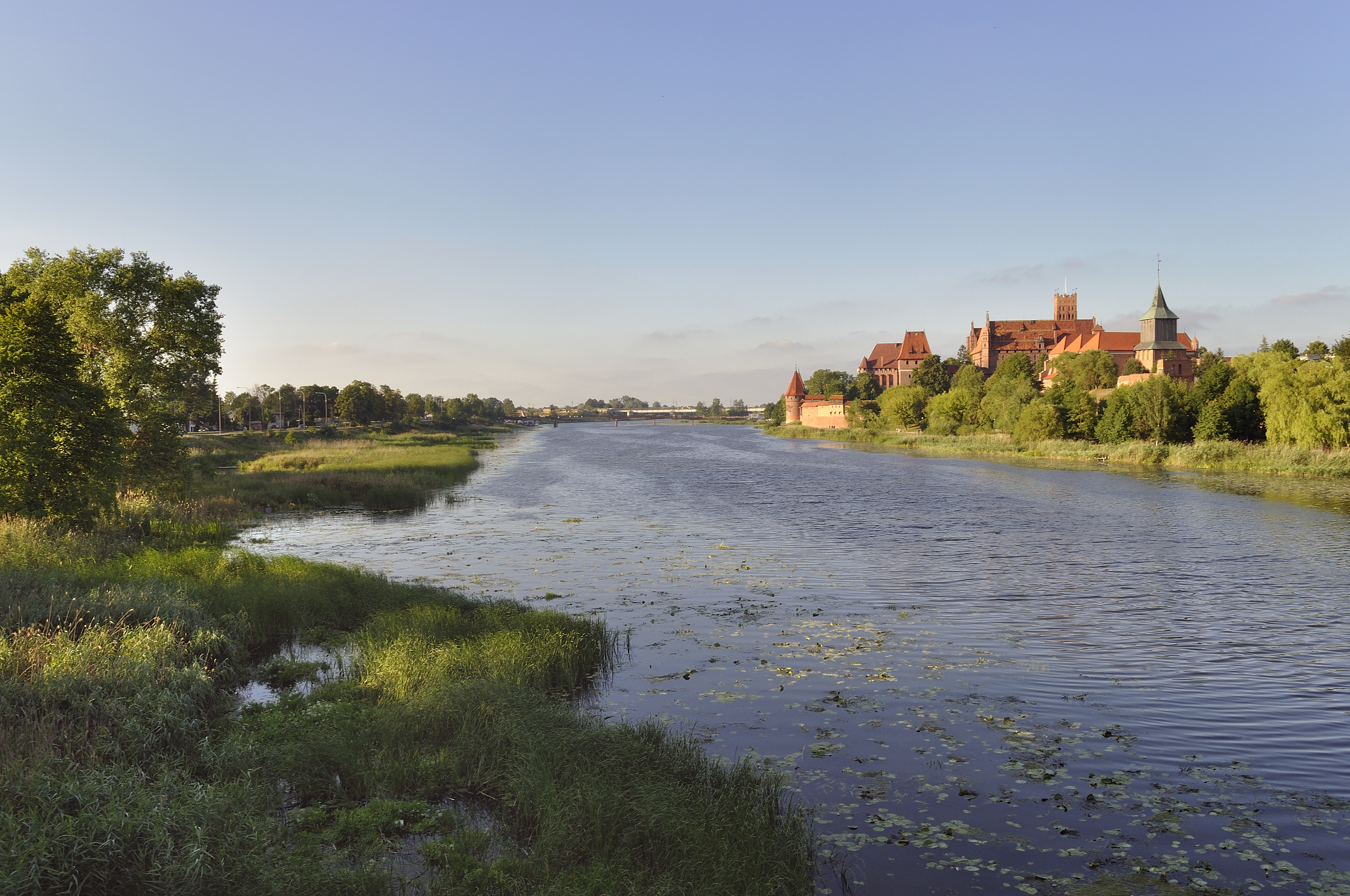
Nogat.

Nogat är en 62 kilometer lång mynningsarm av den polska floden Wisła som avgrenas vid Biała Góra, flyter förbi Malbork och når Östersjön i strandsjön Frisches Haff, i närheten av Elbląg.
Mellan 1920 och 1939 bildade Nogat gräns mellan det tyska Ostpreussen och den fria staden Danzig.